# Aldo Gaiga
Aldo Gaiga (Verona, 2 settembre 1936) è un ex calciatore italiano, di ruolo centrocampista.

## Carriera
Giocò 5 partite con il Verona nella stagione 1957-1958, la prima in Serie A della società scaligera.